# Т̓
Т̓ (minuskule т̓) je již běžně nepoužívané písmeno cyrilice, v minulosti bylo používáno v abcházštině. V poslední variantě abchazské azbuky mu odpovídá písmeno Ҭ.
Písmeno bylo zavedeno v tiskové variantě azbuky navržené M. R. Zavadským jako tištěná alternativa k Peterem von Uslar zavedenenému psacímu písmenu Ҭ, ovšem v pozdější tiskové verzi azbuky navržené komisí pro překlady bylo nahrazeno písmenem Ꚋ. V latinské abecedě N. J. Marra písmenu Т̓ odpovídalo písmeno ϑ, v abecedě N. F. Jakovleva písmenu Т̓ odpovídalo písmeno t, v době, kdy byla abcházština zapisována gruzínským písmem, písmenu Т̓ odpovídalo písmeno თ. Od znovuzavedení zápisu abcházštiny cyrilicí je místo písmena Т̓ používáno písmeno Ҭ.